# Avram Davidson
Avram Davidson (Yonkers,  Nova York, 23 de abril de 1923 – Bremerton, Washington, 8 de maio de 1993) foi um escritor judeu norte-americano de ficção científica, fantasia e crime, assim como autor de inúmeros livros que não se enquadram em um gênero específico. Venceu um vez o Hugo Award e três vezes o World Fantasy Awards nos gêneros ficção científica e fantasia, o World Fantasy Life Achievement Award, o Queen's Award e o Edgar Award no gênero mistério. Editou The Magazine of Fantasy and Science Fiction entre 1962 e 1964.  Seu último livro, The Boss in the Wall: A Treatise on the House Devil foi completado por sua esposa Grania Davis e depois finalista do Nebula Award em 1998. 